# Йохан фон Харах-Рорау-Танхаузен
Йохан Непомук Франц фон Харах-Рорау-Танхаузен (на немски: Johann Nepomuk Franz Graf von Harrach zu Rohrau und Thannhausen; на чешки: Jan Nepomuk z Harrachu; * 2 ноември 1828, Виена; † 12 декември 1909, Виена) от старата австрийска фамилия фон Харах, е граф на Харах-Рорау и Танхаузен в Щирия, рицар на Орден на Златното руно, австрийски индустриалец, политик, господар на имение, мецен на изкуството и науката в Бохемия.

## Живот
Той е големият син на граф Франц Ернст фон Харах-Рорау-Танхаузен (1799 – 1884) и съпругата му принцеса Анна фон Лобковиц (1809 – 1881), дъщеря на 7. княз Йозеф Франц фон Лобковиц (1772 – 1816) и принцеса Мария Каролина фон Шварценберг (1775 – 1816). Брат е на Алфред Карл (1831 – 1914).
Йохан Непомук граф фон Харах е от Австрийската революция (1848 – 1849) в австрийската войска и се бие в Унгария против въстаниците. През 1865 г. той е бохемски народен представител. През 1870 г. е избран в Имперския съвет, от 1873 до 1885 г. е имперски народен представител и от 1884 г. наследствен член на „Австрийския Херенхауз“. След оттеглянето му от политиката той помага на чешкия културен живот и пише книги.
Йохан Непомук става през 1896 г. рицар на Орден на Златното руно.
Той умира на 81 години на 12 декември 1909 г. във Виена. Погребан е в гробницата на фамилията Харах в „Светия Кръст“ в Horní Branná в окръг Семили, Чехия.
- Дворец Рорау в Долна Австрия
- Дворец Танхаузен в Щирия

## Фамилия
Първи брак: на 2 август 1856 г. в Прага с принцеса Мария Маргарета/Маркета фон Лобковиц (* 13 юли 1837, Прага; † 2 септември 1870, Ашах а.д. Донау), дъщеря на принц Йохан Непомук Карл Филип фон Лобковиц (1799 – 1878) и графиня Каролина фон Врбна и Фройдентал (1815 – 1843). Те имат осем деца, от които шест порастват:
- Карл Франц Леонард Йохан Флориан Вузко (* 4 май 1857, Прага; † 7 декември 1920, Прага), граф, неженен
- Анна Мария Гизела Терезия Каролина Йохана (* 7 май 1858, Прага, Бохемия; † 30 януари 1938, Хрáдек, Бохемия), омъжена на 17 август 1898 г. в Храдек, Бохемия, за фрайхер Готлиб фон Хенеберг-Шпигел († 14 февруари 1934, Храдек, Бохемия)
- Габриела Терезия Каролина Мария Евериста (* 26 октомври 1859, Прага; † 28 юни 1942, Велс), омъжена на 6 май 1893 г. в Пруг а.д. Лайта за граф Габриел Маренци фон Таглюно и Талгате (* 14 май 1861, Любляна; † 28 ноември 1934, Велс)
- Ото Йохан Непомук (* 10 февруари 1863, Прага; † 10 септември 1935, дворец Храдек, Бохемия), граф, женен на 14 януари 1902 г. във Виена за принцеса Каролина Мария Алойзия Ернестина Нотгера фон Йотинген-Йотинген и Йотинген-Валерщайн (* 22 февруари 1873, Прага; † 15 март 1959, Виена); имат дъщеря и син
- Алфред (* 26 май 1864; † 10 юни 1864)
- Мария Терезия Йохана Каролина Анна Еделтруд (* 23 юни 1866, Конаровиц, Бохемия; † 30 октомври 1947, Виена), омъжена на 20 октомври 1896 г. в Пруг а.д. Лайта за граф Станислаус Висниевски (* 15 ноември 1859, Кристинопол; † 18 май 1940, Лемберг)
- Йохана (*/† 22 януари 1869)
- Маргарета (* 18 май 1870, Виена; † 11 януари 1935, дворец Ной-Пернщайн), омъжена на 2 февруари 1893 г. във Виена за принц Франц Серафим Йозеф Николаус фон Виндиш-Грец (* 3 юли 1867, Клатау; † 13 октомври 1947, Ст. Мартин)

Втори брак: на 15 октомври 1878 г. в Прага с Мария Терезия фон Турн и Таксис (* 7 януари 1856, Прага; † 20 август 1908, дворец Пруг), дъщеря на принц Хуго Максимилиан фон Турн и Таксис (1817 – 1889) и графиня Алмерия фон Белкреди (1819 – 1914). Те имат един син:
- Ернст Франц Хуго Йохан Мария Еваризтус (* 26 октомври 1879, Хрáдек, Бохемия; † 12 август 1971, Пруг), граф, женен на 22 ноември 1905 г. в Мюнхен за графиня Елизабет София Мария Анна Йозефа Маргарета Леополда фон Прайзинг-Лихтенег-Мооз (* 15 ноември 1883, Мооз; † 27 февруари 1932, замък Натернбер, Долна Бавария); имат дъщеря и син.